# NGC 2175S
NGC 2175S је расејано звездано јато у сазвежђу Орион које се налази на NGC листи објеката дубоког неба.
Деклинација објекта је + 20° 36' 36" а ректасцензија 6h 10m 54,0s. Привидна величина (магнитуда) објекта NGC 2175 износи 11,9. NGC 2175S је још познат и под ознакама Lund 1182.